# Список наград и номинаций Muse
Muse — английская группа альтернативного рока, сформированная в Тинмуте Мэттью Беллами, Кристофером Уолстенхолмом и Домиником Ховардом. Всего группа выпустила девять студийных альбомов: «Showbiz» (1999), «Origin of Symmetry» (2001), «Absolution» (2003), «Black Holes & Revelations» (2006), «The Resistance» (2009) , «The 2nd Law» (2012), «Drones» (2015),  «Simulation Theory» (2018), «Will of the People» (2022).  «Supermassive Black Hole», первый сингл с четвертого альбома группы — достиг четвертого места в британских чартах. Пятый альбом группы, «The Resistance», достиг 1 места в чартах 32 стран и третьего — в американском чарте, став третьим альбомом группы подряд, покорившим вершины музыкальных Олимпов.
Muse были восемь раз номинированы на Brit Awards, став два раза победителем; оба раза в категории «Best Live Act», в 2005 и снова в 2007. Группа также четыре раза побеждала в MTV Europe Music Awards, «Best Alternative Act» в 2004 и 2006 и «Best UK & Irish Act» в 2004 и 2007. Альбом «Black Holes & Revelations» победил в номинации «Best British Album» на BRIT Awards и был признан лучшим альбомом MTV Europe Video Awards и NME Awards. NME Awards награждали группу в номинациях «Best Live Band» в 2005, 2008 и 2009 годах; «Best British Band» в 2007, 2010, 2011; «Best New Band» в 2000 и «Best Festival Headliner» в 2018 году. Журнал Q Magazine также награждал музыкантов как выдающихся живых исполнителей; группа победила в номинации «Best Live Act» в 2003, 2004, и 2006, а в 2009 триумфально взяла вверх в номинации «Best Act in the World Today». В целом, Muse получили 38 наград из 100 номинаций за свою историю.

## American Music Awards
American Music Award — ежегодная музыкальная премия, была учреждена Диком Кларком в 1973 году. Единожды номинированные, Muse выиграли награду.
| Год  | Номинированная работа | Награда                           | Результат |
| ---- | --------------------- | --------------------------------- | --------- |
| 2010 | Muse                  | Лучший альтернативный исполнитель | Победа    |

## Billboard Music Awards
| Год  | Номинированная работа | Награда                           | Результат |
| ---- | --------------------- | --------------------------------- | --------- |
| 2011 | Muse                  | Лучший рок-исполнитель            | Номинация |
| 2011 | Muse                  | Лучший альтернативный исполнитель | Номинация |

## Brit Awards
Muse были восемь раз номинированы на эту премию, и два раза победили.
| Год  | Номинированная работа     | Награда                  | Результат |
| ---- | ------------------------- | ------------------------ | --------- |
| 2001 | Muse                      | Лучший британский дебют  | Номинация |
| 2004 | Muse                      | Лучший рок-концерт       | Номинация |
| 2005 | Muse                      | Лучшее живое выступление | Победа    |
| 2007 | Muse                      | Лучшая британская группа | Номинация |
| 2007 | Muse                      | Лучшее живое выступление | Победа    |
| 2007 | Black Holes & Revelations | Лучший альбом в Британии | Номинация |
| 2008 | Muse                      | Лучшее живое выступление | Номинация |
| 2010 | Muse                      | Лучшая британская группа | Номинация |

## European Festival Awards
European Festival Awards — музыкальная премия, вручаемая ежегодно в различных номинациях за все аспекты музыкальных фестивалей, которые проходили в Европе. Будучи впервые номинированными на эту награду в двух номинациях, Muse победили в обеих.
| Год  | Номинированная работа | Награда            | Результат |
| ---- | --------------------- | ------------------ | --------- |
| 2010 | Muse                  | Лучший исполнитель | Победа    |
| 2010 | Uprising              | Гимн года          | Победа    |

## Grammy
| Год  | Номинированная работа | Награда                                            | Результат |
| ---- | --------------------- | -------------------------------------------------- | --------- |
| 2011 | Resistance            | Лучшее вокальное рок-исполнение дуэтом или группой | Номинация |
| 2011 | Resistance            | Лучшая рок-песня                                   | Номинация |
| 2011 | The Resistance        | Лучший рок-альбом                                  | Победа    |
| 2013 | Madness               | Лучшая рок-песня                                   | Номинация |
| 2013 | The 2nd Law           | Лучший рок-альбом                                  | Номинация |
| 2014 | Panic Station         | Лучшая рок-песня                                   | Номинация |
| 2016 | Drones                | Лучший рок-альбом                                  | Победа    |

## Kerrang! Awards
Эти награды присуждает популярный музыкальный журнал «Kerrang!». Muse выиграли 4 награды из 11 номинаций.
| Год  | Номинированная работа   | Номинация                       | Результат |
| ---- | ----------------------- | ------------------------------- | --------- |
| 2001 | Muse                    | Лучшая британская группа        | Победа    |
| 2002 | Muse                    | Лучший живой концерт в Британии | Победа    |
| 2002 | Muse                    | Лучшая британская группа        | Номинация |
| 2003 | Muse                    | Лучшая британская группа        | Номинация |
| 2004 | Muse                    | Лучшая британская группа        | Номинация |
| 2004 | Muse                    | Лучшая выступающая группа       | Номинация |
| 2004 | Absolution              | Лучший альбом                   | Победа    |
| 2006 | Muse                    | Лучшая выступающая группа       | Победа    |
| 2006 | Supermassive Black Hole | Лучший сингл                    | Номинация |
| 2007 | Muse                    | Лучшая выступающая группа       | Номинация |
| 2007 | Muse                    | Лучшая британская группа        | Номинация |

## Mercury Prize
| Год  | Номинированная работа     | Номинация   | Результат |
| ---- | ------------------------- | ----------- | --------- |
| 2006 | Black Holes & Revelations | Альбом года | Номинация |

## Meteor Music Awards
Это национальная музыкальная награда Ирландии. Muse получили одну награду, и были номинированы три раза.
| Год  | Номинированная работа     | Награда                                | Результат |
| ---- | ------------------------- | -------------------------------------- | --------- |
| 2007 | Black Holes & Revelations | Лучший международный альбом            | Номинация |
| 2007 | Muse                      | Лучшая международная группа            | Номинация |
| 2008 | Oxegen 2007               | Лучшее международнее живое выступление | Победа    |

## MTV Europe Music Awards
Muse получила 5 наград из 10 номинаций на эту престижную музыкальную премию.
| Год  | Номинированная работа     | Награда                                 | Результат |
| ---- | ------------------------- | --------------------------------------- | --------- |
| 2004 | Muse                      | Лучший альтернативный исполнитель       | Победа    |
| 2004 | Muse                      | Лучший британско-ирландский исполнитель | Победа    |
| 2006 | Black Holes & Revelations | Лучший альбом                           | Номинация |
| 2006 | Muse                      | Лучший альтернативный исполнитель       | Победа    |
| 2007 | Muse                      | Headliner                               | Победа    |
| 2007 | Muse                      | Лучший британско-ирландский исполнитель | Победа    |
| 2007 | Muse                      | Лучший альтернативный исполнитель       | Номинация |
| 2010 | Muse                      | Лучшее живое выступление                | Номинация |
| 2010 | Muse                      | Лучшее мировое турне                    | Номинация |
| 2010 | Muse                      | Лучший рок-исполнитель                  | Номинация |

## NME Awards
Muse были номинированы 27 раз на награды этого журнала и в итоге получили 11 наград.
| Год  | Номинированная работа                | Награда                    | Результат |
| ---- | ------------------------------------ | -------------------------- | --------- |
| 2000 | Muse                                 | Лучшая новая группа        | Победа    |
| 2002 | Origin of Symmetry                   | Лучший альбом              | Номинация |
| 2005 | Muse                                 | Лучшая выступающая группа  | Победа    |
| 2007 | Supermassive Black Hole              | Лучший трек                | Номинация |
| 2007 | Black Holes & Revelations            | Лучший альбом              | Номинация |
| 2007 | Muse                                 | Лучшая выступающая группа  | Номинация |
| 2007 | Muse                                 | Лучшая британская группа   | Победа    |
| 2008 | Концерт на Wembley Stadium, 2007 год | Лучшее живое выступление   | Номинация |
| 2008 | Muse                                 | Лучшая выступающая группа  | Победа    |
| 2008 | Muse                                 | Лучшая британская группа   | Номинация |
| 2009 | Muse                                 | Лучшая британская группа   | Номинация |
| 2009 | HAARP                                | Best DVD                   | Номинация |
| 2009 | Muse                                 | Лучшая выступающая группа  | Победа    |
| 2009 | HAARP                                | Best Album Artwork         | Победа    |
| 2010 | Muse                                 | Лучшая британская группа   | Победа    |
| 2010 | Muse                                 | Лучшая выступающая группа  | Номинация |
| 2010 | The Resistance                       | Лучший альбом              | Номинация |
| 2010 | The Resistance                       | Best Album Artwork         | Номинация |
| 2010 | A Seaside Rendezvous                 | Лучшее живое выступление   | Номинация |
| 2010 | muse.mu и twitter.com/muse           | Лучший блог группы         | Номинация |
| 2010 | muse.mu                              | Лучший Веб-сайт            | Победа    |
| 2011 | Muse                                 | Лучшая британская группа   | Победа    |
| 2011 | Muse                                 | Лучшая выступающая группа  | Номинация |
| 2012 | Muse                                 | Лучшая британская группа   | Номинация |
| 2012 | Muse                                 | Лучшая выступающая группа  | Номинация |
| 2012 | Мэттью Беллами                       | Герой года                 | Победа    |
| 2012 | Muse                                 | Самые преданные фанаты     | Победа    |
| 2013 | Muse                                 | Худшая группа              | Номинация |
| 2013 | Muse                                 | Лучшее фан-сообщество      | Победа    |
| 2013 | Muse (@muse)                         | Лучший Твиттер             | Номинация |
| 2014 | Muse                                 | Худшая группа              | Номинация |
| 2014 | Muse                                 | Лучшее фан-сообщество      | Номинация |
| 2015 | Muse                                 | Лучшее фан-сообщество      | Победа    |
| 2016 | Muse                                 | Лучшее фан-сообщество      | Номинация |
| 2018 | Muse                                 | Лучший хедлайнер фестиваля | Победа    |

## Q Awards
Muse получили пять наград из 19 номинаций на премии этого престижного музыкального журнала.
| Год  | Номинированная работа     | Награда                                    | Результат |
| ---- | ------------------------- | ------------------------------------------ | --------- |
| 2001 | Origin of Symmetry        | Лучший альбом                              | Номинация |
| 2001 | Muse                      | Лучшее живое выступление                   | Номинация |
| 2002 | Muse                      | Лучшее живое выступление                   | Номинация |
| 2003 | Time Is Running Out       | Лучший сингл                               | Номинация |
| 2003 | Time Is Running Out       | Лучшее видео                               | Номинация |
| 2003 | Muse                      | Innovation in Sound (Инновация в звуке)    | Победа    |
| 2004 | Muse                      | Лучшее живое выступление                   | Победа    |
| 2004 | Muse                      | Лучшее живое выступление в мире на сегодня | Номинация |
| 2006 | Muse                      | Лучшее живое выступление                   | Победа    |
| 2006 | Black Holes & Revelations | Лучший альбом                              | Номинация |
| 2006 | Muse                      | Лучшее живое выступление в мире на сегодня | Номинация |
| 2007 | Knights of Cydonia        | Лучший трек                                | Номинация |
| 2007 | Muse                      | Лучшее живое выступление                   | Победа    |
| 2007 | Muse                      | Лучшее живое выступление в мире на сегодня | Номинация |
| 2008 | Muse                      | Лучшее живое выступление в мире на сегодня | Номинация |
| 2009 | Muse                      | Лучшее живое выступление в мире на сегодня | Победа    |
| 2009 | Uprising                  | Лучший трек                                | Номинация |
| 2010 | Muse                      | Лучшее живое выступление                   | Номинация |
| 2010 | Muse                      | Лучшее живое выступление в мире на сегодня | Номинация |
| 2012 | Muse                      | Лучшее живое выступление в мире на сегодня | Победа    |